# Heti (kincstárnok)
| X · t · i · i |

| X · t · i · i |

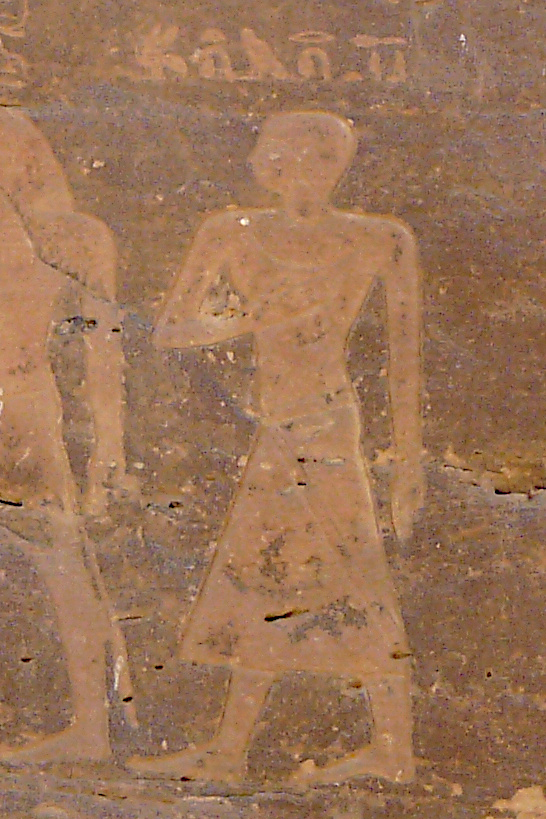
Heti ábrázolása Satt er-Rigalban

Heti (ẖtỉỉ) ókori egyiptomi kincstárnok volt a XI. dinasztia idején, II. Montuhotep uralkodása alatt. Számos forrás említi, az udvar egyik legbefolyásosabb személyisége volt. Két, sziklába vésett relief ábrázolja Satt er-Rigalban, mindkettőn a király előtt áll; az egyiken Iah, Montuhotep anyja is szerepel, a másikon az uralkodó szed-ünnephez öltözött, így valószínű, hogy Heti részt vett az ünnepség megszervezésében. Neve és címe szerepel a király Dejr el-Bahari-i halotti templomában. Saját sírja, a TT311 ennek közelében épült, és erősen károsodott, de a reliefek maradványaiból látszik, hogy egykor szépen díszítették. Festett, mészkővel borított sírkamrája jobb állapotban maradt fenn, mint a sír többi része. Hetit Meketré követte kincstárnokként.

## Fordítás
- Ez a szócikk részben vagy egészben  a   Kheti (treasurer) című angol Wikipédia-szócikk ezen változatának fordításán alapul.  Az eredeti cikk szerkesztőit annak laptörténete sorolja fel. Ez a jelzés csupán a megfogalmazás eredetét és a szerzői jogokat jelzi, nem szolgál a cikkben szereplő információk forrásmegjelöléseként.